# Anthene uganda
Anthene uganda är en fjärilsart som beskrevs av Bethune-Baker 1910. Anthene uganda ingår i släktet Anthene och familjen juvelvingar. Inga underarter finns listade i Catalogue of Life.